# Petr Buchta (herec)
Petr Buchta (* 21. ledna 1985 Karviná) je český herec.
Po absolvování studia na Janáčkově konzervatoři v Ostravě působil čtyři roky v Těšínském divadle, kde ztvárnil například role Raskolnikova (Zločin a trest), Chlestakova (Revizor), Figara (Figarova svatba), Demetria (Sen noci svatojánské) a další.
V letech 2013–2016 byl v angažmá v Kladenském divadle, kde ho diváci mohli vidět např. v hrách Vražda na Nilu (Smith), Noční motýl (Mášenka, Míťa), Vinnetou (Kulaté sklo), Brémská svoboda (Zimmerman), Podnájem na bulváru Courteline a dalších. Od roku 2016 působí ve Švandově divadle v Praze.
První televizní a filmové zkušenosti získal v televizním filmu Kobova garáž (Česká televize). Do diváckého povědomí se poprvé více zapsal rolí Vojtěcha Kalicha v seriálu Ulice (TV Nova). V roce 2016 se na obrazovku vrátil rolí Tomáše v seriálu Drazí sousedé (TV Nova).
Filmové role ztvárnil například v komedii 10 pravidel jak sbalit holku (rež. Karel Janák, 2014), dokumentu Tajemství a smysl života (rež. Petr Vachler, 2014), v dramatu Hany (rež. Michael Samir, 2014) nebo ve filmu Nebezpečí klidu (rež. Tereza Volánková, 2015).
Krom herecké práce se také věnuje tvůrčí činnosti a psaní textů pro společnost Funny bunny films (spot pro Týden komunikace 2013). Mluví anglicky a polsky, hraje na kytaru, baskytaru a klavír, žongluje a věnuje se široké škále sportů (brusle, skateboard, chůdy, potápění, házená, tenis, nohejbal, volejbal, vodáctví).

## Divadelní role, výběr
- 2003–2004 Tenor na roztrhání, Max – Saundersův asistent, Janáčkova konzervatoř v Ostravě, Těšínské divadlo, režie Marie Logojdová a Miloslav Čížek
- 2004–2007 Hadrián z Římsů, Lepohlav, Národní divadlo moravskoslezské, režie Václav Klemens
- 2006–2006 Habaďůra, Norman Basset, Těšínské divadlo, režie Karol Suzska
- 2006–2007 Veselé paničky windsorské, Abraham Tintík, Těšínské divadlo, režie Jiří Josek
- 2007–2010 Revizor, Chlestakov, Těšínské divadlo, režie Ivan Misař
- 2007–2010 Romeo a Julie, Merkuzio a Lékárník, Těšínské divadlo, režie Miloslav Čížek
- 2008–2010 Hlasy ptáků, Robert, Těšínské divadlo, režie Jiří Frehár
- 2009–2010 Figarova svatba, Figaro, Těšínské divadlo, režie Radek Balaš
- 2009–2010 Zločin a trest, Raskolnikov, Těšínské divadlo, režie Ivan Misař
- 2010–2010 A je to v pytli, Dick, Těšínské divadlo, režie Karol Suzska
- 2010–2010 Sen noci svatojánské, Demetrius, Těšínské divadlo, režie Miloslav Čížek
- 2010–2012 Špinavé ruce, Hugo, Divadlo Kolowrat, režie Ivan Rajmont
- 2013–2016 Vinnetou, Kulaté sklo, Městské divadlo Kladno, režie Ondřej Pavelka
- 2013–2015 Letní byt, Tognino, Městské divadlo Kladno, režie Zdeněk Dušek
- 2014–2016 Vražda na Nilu, Smith, Městské divadlo Kladno, režie Marián Amsler
- 2014–2016 Noční motýl, Mášenka a Míťa, Městské divadlo Kladno, režie Daniel Špinar
- 2015–2016 Brémská svoboda, Zimmermann, Městské divadlo Kladno, režie Martin Františák
- 2015–2016 Česká kuchařka, Metternich, Městské divadlo Kladno, režie Šimon Caban
- 2015–2016 Otec, Nicolas, Městské divadlo Kladno, režie Petr Štindl
- 2016–2017 Závislosti navzdory, Švandovo divadlo na Smíchově, režie Dodo Gombár
- 2016–2020 Krysař, Frosch, Švandovo divadlo na Smíchově, režie Martina Kinská
- od 2019 Na Větrné hůrce, Linton, Švandovo divadlo na Smíchově, režie Martin Františák
- od 2020 Lady Macbeth z Újezdu, Adam Hildebrandt, Švandovo divadlo na Smíchově, režie David Jařab
- od 2021 Cyrano z Bergeracu, Montfleury a Kadeti/Studenti, Švandovo divadlo na Smíchově, režie Martin Františák

## Filmografie

### Film
- 2003 Kobova garáž (postava Bažant v pasťáku)
- 2005 Comeback
- 2014 10 pravidel jak sbalit holku (postava Pavel)
- 2014 Hany (postava Adam)
- 2015 Nebezpečí klidu – studentský loutkový film
- 2016 Tenkrát v ráji (postava Kauschka)
- 2021 Rok před válkou (Gads pirms kara, postava Hans). Lotyšsko - český film.

### TV / seriál
- 2005 Ulice (postava Vojtěch Kalich)
- 2008 Comeback
- 2013 Cirkus Bukowsky (postava Váchal)
- 2016 Případy 1. oddělení – epizoda Informátor (postava Tomáš Půta)
- 2016 Drazí sousedé (postava Tomáš Procházka)
- 2018 Ordinace v růžové zahradě 2 (postava Pavel Prchal)
- 2019 Mazalové (postava Mudra)
- 2023 Eliška a Damián